# Småöringtjärnarna (Hotagens socken, Jämtland, 710339-144917)
Småöringtjärnarna är en sjö i Krokoms kommun i Jämtland och ingår i Indalsälvens huvudavrinningsområde. Småöringtjärnarna ligger i Gråberget-Hotagsfjällen Natura 2000-område.